# Toroni
Toroni (griechisch Τορώνη (f. sg.); ältere Bezeichnung: Torone) ist ein kleines Dorf an der drei Kilometer langen Toroneos-Bucht. Es liegt auf der Halbinsel Sithonia in der gleichnamigen Gemeinde auf der Halbinsel Chalkidiki, Griechenland. Der kleine Weiler Tristinika gehört zum Dorf Toroni und liegt nördlich vom Dorfzentrum.

## Geschichte

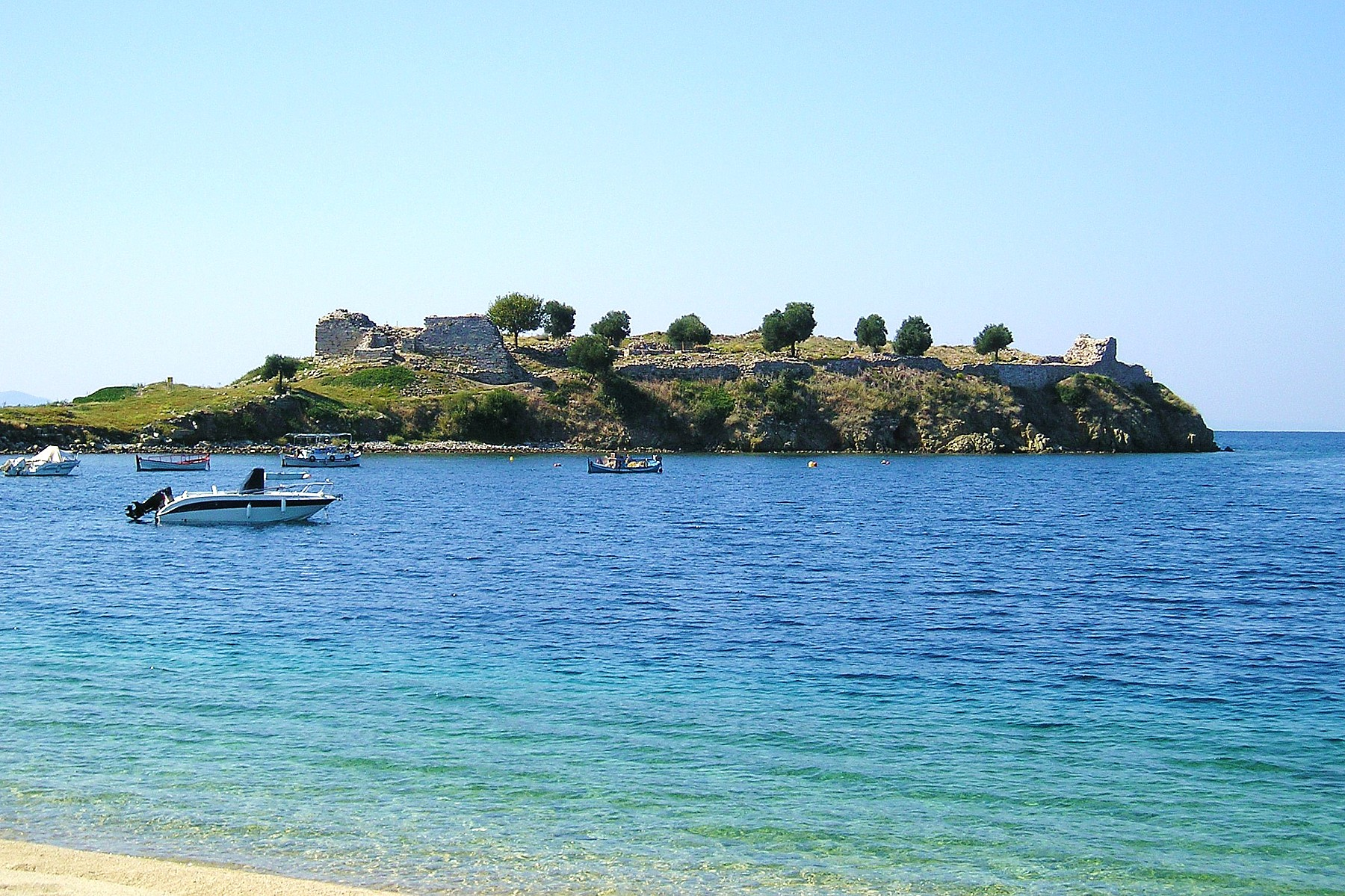
Kleine Halbinsel (Lykithos), auf der das antike Toroni lag. Blick vom Strand der Toroni-Bucht

Der Name des Ortes stammt aus der griechischen Mythologie. Toroni war hier die Frau des Meeresdämons Proteus und die Mutter von Poligonos und Tilegonos, die von Herkules besiegt wurden.
Im 8. Jahrhundert v. Chr. wurde Toroni von Chalkis kolonisiert und trat später dem attischen Seebund bei. 424 v. Chr. half der Ort Sparta beim Kampf gegen Athen. Die Athener, die sich in einer Festung am Kap Lykithos verschanzt hatten, wurden vernichtet. Im Jahr 348 v. Chr. wurde Toroni von Philipp II., 168 v. Chr. nach der Auflösung des makedonischen Königreichs von den Römern erobert. Wegen seiner guten Lage wurde es mehrmals wieder aufgebaut. Das antike Toroni zählte zu den reichsten Städten Chalkidikis.
Die christliche Basilika Agios Athanassio fiel im 6. Jahrhundert n. Chr. einem Brand zu Opfer. Nur das Mosaik des Mittelschiffes ist noch erhalten.
Der antike Hafen Toronis ist unter die Meeresoberfläche gesunken und heute nur noch durch Tauchgänge zu besichtigen.

## Lokale Feste
- Festival der Tradition im Juni, am Pfingstwochenende, mit Musik-, Tanz- und Theateraufführungen.
- Zweitägige kulturelle Veranstaltungen am 15. August.